# Гантань
Гантань (кит. стальные шарики) — разновидность метательного ручного оружия, которое использовалось в Китае монахами Шаолиня с эпохи династии Сун (960—1279 гг.) и по крайней мере до династии Мин (1368—1644 гг.). Представляет собой металлические шарики, размер которых варьировался в зависимости от цели назначения.

## Использование
Использовались в качестве тайного оружия монахами Шаолиня, в частности: монахом Фуху, жившем при династии Сун и монахом Даоши, жившем при династии Мин. Служили дополнительным оружием и в основном использовались для того, чтобы дезориентировать врага, а главной целью были незащищённые части тела: лицо, глаза, руки и ноги. Могли использоваться совместно с тетань гун — луком, стреляющим железными шариками. Во время боя в темноте, шарики покрывали чёрной тканью. Таким образом, противник не мог увидеть летящий в него шар, и поэтому не мог защититься.
Гантань — это те же шары для рук баодин, только металлические. Монахи пользовались этими шарами для перекатывания в руке, и потому монахам разрешалось их носить. Монахи же стали использовать их не только для упражнений но и для самооброны.